# Zamek w Zbąszyniu
Zamek w Zbąszyniu – niezachowany zamek w Zbąszyniu w Wielkopolsce.

## Historia

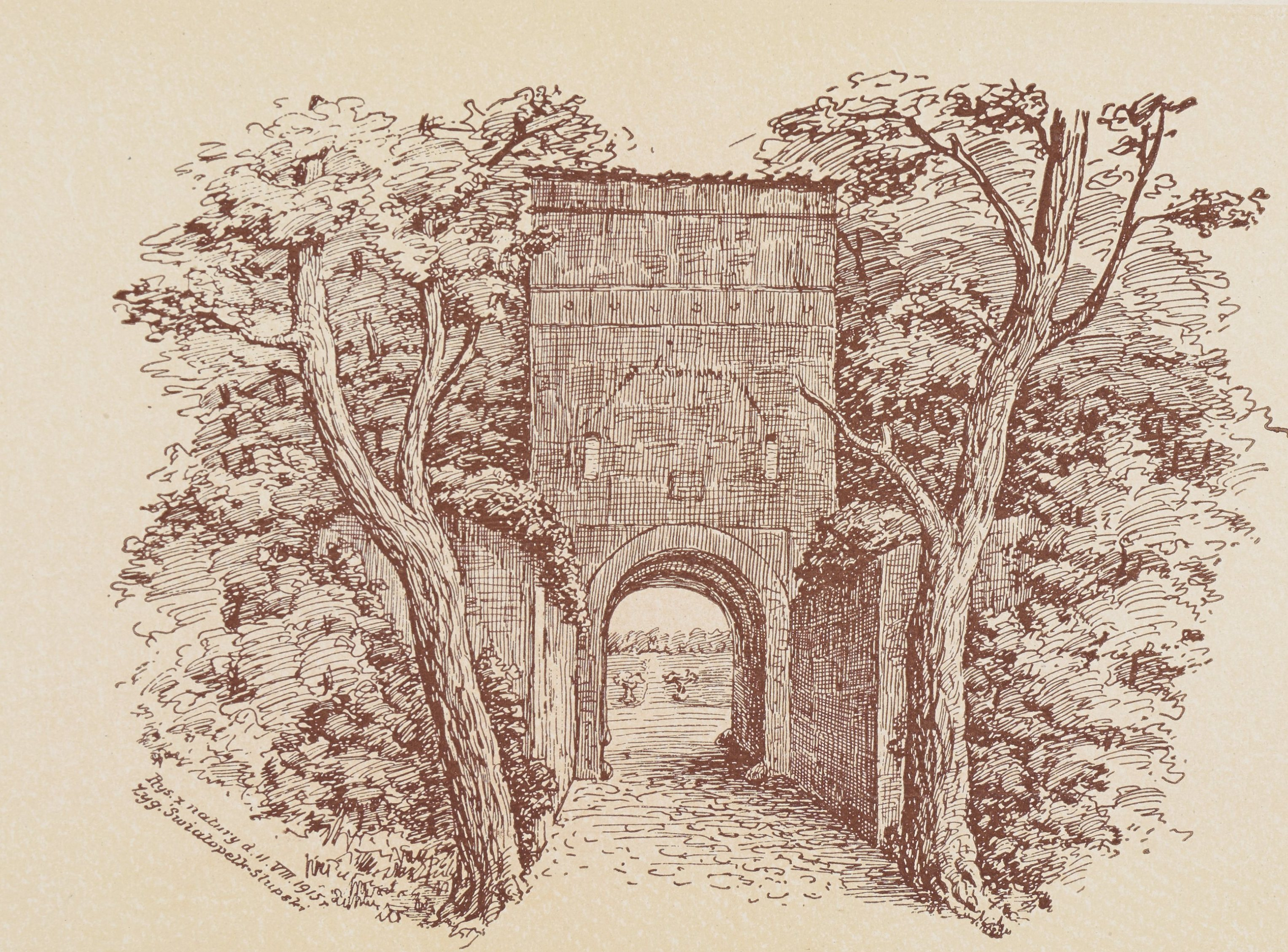
Widok bramy przed 1917

Zamek w Zbąszyniu zaczęto budować na zlecenie Abrahama ze Zbąszynia, który jednak wkrótce zmarł, zaś jego dobra, w tym miasto Zbąszyń, odziedziczył wnuk, Abraham Ciświcki. Ciświcki kontynuował pracę, bądź rozpoczął nową budowę, było to założenie typu palazzo in fortezza. Przedsięwzięcie nie zostało nigdy ukończone, gdyż na przełomie XVII i XVIII stulecia posiadłość zaczęła obracać się w ruinę. 
W 1705 w czasie III wojny północnej pod miastem obozowało wojsko szwedzkie Karola XII, które splądrowało miasto i zrujnowało miejscowy zamek. Lustracja z 1706 tak opisała zniszczenia dokonane przez Szwedów: "Zamek penitus (łac. wewnątrz) zrujnowany, pokoje puste, bez pieców, okien, drzwi. Żelaza ani znaku, mury porozbijane, schody porujnowane, ganek we włoskim ogrodzie zrujnowany, podniebienia upadły, bo ankry wykowali (staropol. wykuli) Szwedzi. Kaplica zdezelowana, ogród włoski pusty, z fontann tylko sterczą słupy, kuchnia pusta, tak samo stajnia, gorzelnia, mielcuch. Izba do pomieszkania niezgorsza, bez okien i pieca. Brama zamku murowana, w niej izba bez drzwi, okien, pieca, posadzka wybrana."..

## Zamek obecnie
Dziś istnieje wieża bramna, która powstała prawdopodobnie w pierwszym okresie budowy zamku oraz prochownia pod zachodnim bastionem. Z fortyfikacji ziemnych zachowały się bastiony broniące mostu od strony północnej oraz rawelin na południowo-wschodnim krańcu twierdzy.